# Ferrari P6
Pour les articles homonymes, voir Ferrari et P6.
La Ferrari P6 ou Pininfarina Ferrari P6 ou Ferrari P6 Berlinetta Speciale est une voiture de sport concept car GT du constructeur automobile italien Ferrari, et du designer Pininfarina, présentée au salon de l'automobile de Turin 1968.

## Histoire
Pour rivaliser avec la Lamborghini Miura de 1966, et après avoir créé le design des Dino 206 GT (1967) (et Dino 246 GT/GTS de 1969) le chef-designer Pininfarina Leonardo Fioravanti créé deux concept cars Ferrari P5 et P6 de Ferrari 330 P routière aux lignes futuristes (pour l'époque) présentés en même temps que sa nouvelle Ferrari 365 Daytona de 1968,.

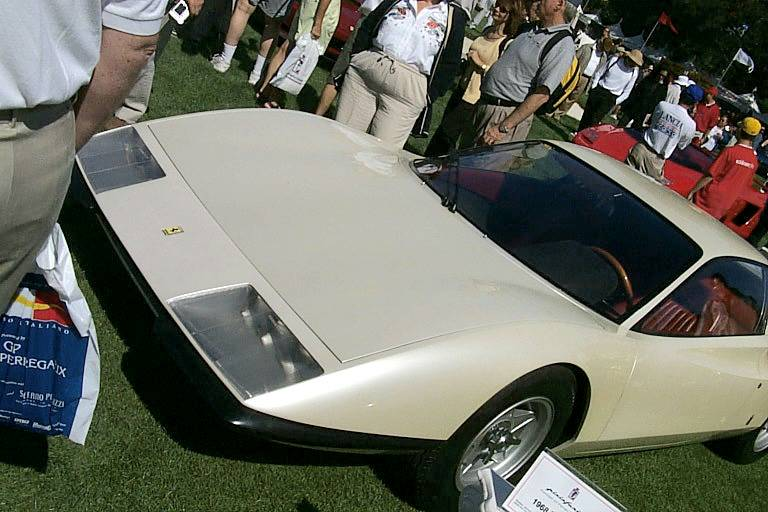
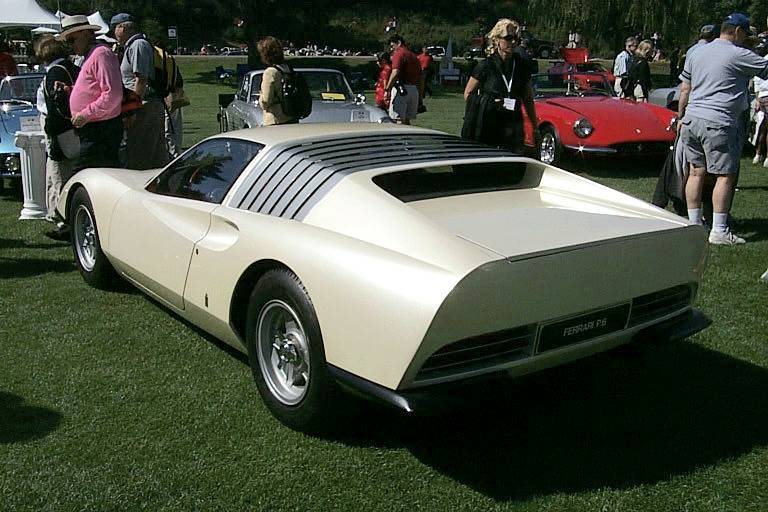

La P6 est motorisée, à l'image des Ferrari 330 P sport-prototype de 1967, par un moteur Ferrari V12 Colombo longitudinal arrière de 3 L pour 400 ch. 
Ce concept car préfigure la ligne stylistique emblématique de sa future Ferrari BB de 1973, qui inspire à son tour celles de ses futures Ferrari 308 (1975), Ferrari Mondial (1980), Ferrari Testarossa (1984), Ferrari 288 GTO (1984), Ferrari 328 (1985), Ferrari F40 (1987), Ferrari 348 (1989), et Ferrari F355 (1994)...
Elle inspire également les designers concurrents turinois Bertone et Italdesign des futures Lancia Stratos Zero (1970), Maserati Boomerang (1971), Ferrari 308 GT4 (1973), Lamborghini Countach (1974), ou Lotus Esprit (1976)...
Elle appartient à ce jour à la collection privée du musée Pininfarina de Cambiano près de Turin (non ouvert au public),.